# بين جون
بين جون (بالإنجليزية: Ben John)‏ هو لاعب اتحاد الرغبي بريطاني، ولد في 28 فبراير 1991 في Morriston ‏ في المملكة المتحدة.